# Жіночий лікар (телесеріал)
«Жіночий лікар» (рос. Женский доктор) — український російськомовний медично-драматичний телесеріал. Серіал розповідає про пологовий будинок обласної клінічної лікарні. Серіал має 5 сезонів та налічує загалом 260 серій (у другому сезоні 60 серій, у решті — по 40). Тривалість кожної серії — 42-44 хвилини.
В Україні телесеріал транслювався телеканалами «Інтер» та «Україна».
Головний герой серіалу — лікар-ординатор Роман Широков, що в роботі поєднує ризиковість та принциповість. Для другого сезон було вирішено змінити головного персонажа. Роман Широков повернеться до серіалу у третьому сезоні, зйомки якого почались у Києві в 2016 році та тривали першу половину 2017 року. Прем'єрний показ третього сезону відбулася 28 серпня 2017 року на телеканалі «Домашній» та 4 вересня на телеканалі «Україна». Прем'єра четвертого сезону відбулася 11 листопада 2019 року на телеканалі «Домашній» та 13 січня 2020 року на телеканалі «Україна». Прем'єра п'ятого сезону відбулася 23 листопада 2020 року на телеканалі «Домашній» та 4 січня 2021 року на телеканалі «Україна».
2 липня 2018 року телеканал «Україна» розпочав показ серіалу з українським дубляжем, а згодом пізніше на телеканалі «FilmUADrama» з багатоголосим закадровим озвученням.

## Акторський склад та персонажі

### Головні персонажі
*Зеленим кольором позначені сезони, в яких фігурував персонаж. Сірим — сезони без персонажа.
| Актор               | Український дубляж   | Роль                             | Персонаж                                                                                              | Сезон             | Сезон             | Сезон             | Сезон             | Сезон             |
| Актор               | Український дубляж   | Роль                             | Персонаж                                                                                              | 1                 | 2                 | 3                 | 4                 | 5                 |
| ------------------- | -------------------- | -------------------------------- | --- | ----------------- | ----------------- | ----------------- | ----------------- | ----------------- |
| Ілля Носков         | Михайло Жонін        | Роман Олексійович Широков        | лікар-ординатор                                                                                       | Основний персонаж |                   | Основний персонаж |                   |                   |
| Михайло Хімічєв     | Михайло Жонін        | Платон Ілліч Земцов              | ординатор у пологовому відділенні                                                                     |                   | Основний персонаж |                   |                   |                   |
| Петро Риков         | Олександр Шевчук     | Олександр Петрович Родіонов      | |                   |                   |                   | Основний персонаж | Основний персонаж |
| Олеся Власова       | Марина Локтіонова    | Єлизавета Філатова               | завідувачка пологового відділення, ординатор (Сезон 1), начмед (Сезон 2)                              | Основний персонаж | Основний персонаж | Періодична поява  |                   |                   |
| Олена Яковлєва      | Людмила Чиншева      | Катерина Сергіївна Савчук        | начмед (Сезон 1), керівник облздрава (Сезон 2)                                                        | Основний персонаж | Періодична поява  | Періодична поява  |                   |                   |
| Наталія Казанцева   |                      | Надія Олексіївна Ставицька       | спеціаліст УЗД                                                                                        | Основний персонаж |                   |                   |                   |                   |
| Андрій Павленко     |                      | Максим Андрійович Заболотін      | завідувач гінекологічного відділення                                                                  | Основний персонаж | Основний персонаж |                   |                   |                   |
| Олег Іваниця        | Олесь Гімбаржевський | Лев Борисович Квітко             | однокурсник Романа, репродуктолог                                                                     | Основний персонаж | Основний персонаж |                   |                   |                   |
| Віталіна Біблів     | Віталіна Біблів      | Віта Ігорівна Полупанова         | старша медсестра (Сезон 1), старша акушерка пологового відділення (Сезон 2), дружина Квитко (Сезон 3) | Основний персонаж | Основний персонаж | Основний персонаж | Основний персонаж | Основний персонаж |
| Андрій Фінягін      | Дмитро Терещук       | Альберт Олександрович Думанський | завідувач пологового відділення, лікар-ординатор                                                      | Основний персонаж | Основний персонаж |                   |                   |                   |
| Сергій Булін        |                      | Андрій Дибенко                   | інтерн (Сезон 1), лікар УЗД (Сезон 2)                                                                 | Періодична поява  | Основний персонаж |                   |                   |                   |
| Микола Бутковський  |                      | Жак Паскаль                      | француз, рідний батько Валері                                                                         | Періодична поява  | Періодична поява  |                   |                   |                   |
| Олексій Сєкірін     |                      | Вадим Родіонович Любавін         | репродуктолог                                                                                         |                   | Основний персонаж |                   |                   |                   |
| Юлія Агафонова      | Юлія Перенчук        | Марина Станіславівна Савіна      | нова завідувачка пологового відділення                                                                |                   | Основний персонаж |                   |                   |                   |
| Слава Красовська    |                      | Катерина Реброва                 | байкерка, молодша медична сестра                                                                      |                   | Основний персонаж |                   |                   |                   |
| Христина Кузьміна   |                      | Тетяна Сєдєльнікова              | завідувачка відділення гінекології                                                                    |                   |                   | Основний персонаж |                   |                   |
| Валерій Зайцев      |                      | Юрій Клімов                      | професор, власник клініки, колишній тесть Широкова                                                    |                   |                   | Основний персонаж |                   |                   |
| Тарас Кузьмін       | Дмитро Терещук       | Олег Чернов                      | заступник професора Клімова, лікар                                                                    |                   |                   | Основний персонаж |                   |                   |
| Максим Михайличенко | Юрій Кудрявець       | Євген Борисович Сєдєльніков      | завідувач відділення репродуктології                                                                  |                   |                   | Основний персонаж |                   |                   |
| Дмитро Оськін       | Євген Малуха         | Арсеній Кошкін                   | спеціаліст з УЗД                                                                                      |                   |                   | Основний персонаж |                   |                   |
| Євген Лебедин       |                      | Олексій Широков                  | син Широкова                                                                                          |                   |                   | Основний персонаж |                   |                   |
| Христина Ярошенко   |                      |                                  | |                   |                   | Періодична поява  |                   |                   |
| Наталія Васько      | Наталя Задніпровська | Єлена Шишкіна                    | керівник клініки репродуктології                                                                      |                   |                   | Основний персонаж |                   |                   |
| Марія Северілова    |                      | Люда                             | інтерн-цитогенетик                                                                                    |                   |                   | Основний персонаж |                   |                   |
| Дар'я Петрожицька   |                      |                                  | інтерн-цитогенетик                                                                                    |                   |                   |                   |                   |                   |
| Олег Москаленко     |                      |                                  | інтерн-цитогенетик                                                                                    |                   |                   |                   |                   |                   |
| Катерина Козлова    |                      |                                  | |                   |                   | Періодична поява  |                   |                   |
| Анна Адамович       |                      |                                  | |                   |                   | Періодична поява  |                   |                   |

### Другорядні персонажі
| Актор                | Український дубляж | Персонаж                             |                                                              |
| -------------------- | ------------------ | ------------------------------------ | ------------------------------------------------------------ |
| Сергій Калантай      | Юрій Гребельник    | Валентин Іванович Бондарєв           | завідувач жіночої консультації                               |
| Борис Абрамов        |                    | Сурен Петрович Давидян               | кардіохірург, професор                                       |
| Іван Марченко        |                    | Іван                                 | реаніматолог                                                 |
| Костянтин Косинський |                    | Костянтин                            | реаніматолог                                                 |
| Інна Мірошніченко    |                    | Ольга Іванівна Баришнікова           | інспектор з облздраву                                        |
| В'ячеслав Василюк    |                    | Влад Платонов                        | хірург-гастроентеролог                                       |
| Людмила Кандраєва    |                    | Наталія Миколаївна                   | педіатр                                                      |
| Юрій Дяк             |                    |                                      | лікар-педіатр                                                |
| Галина Опанасенко    |                    | Варвара Іллінічна                    | медична сестра                                               |
| Алла Бовт            |                    | Олеся                                | медична сестра                                               |
| Наталя Воронюк       |                    | Оля                                  | медична сестра                                               |
| Анна Яремчук-Бобало  |                    | Тетяна                               | медична сестра                                               |
| Ольга Арутюнян       |                    | Глафіра (Глаша) Максимівна Мєзенцева | санітарка, зацікавлена у медицині, донька Максима Заболотіна |
| Галина Корнєєва      |                    | тьотя Паша Романова                  | санітарка                                                    |
| Володимир Кузнєцов   |                    | Олексій Вікторович Широков           | батько Романа Широкова                                       |
| Христина Ярошенко    |                    | Ніна                                 | колишня дружина Романа                                       |
| Анатолій Котенєв     |                    | Микола Тимофійович Ракітін           | генерал                                                      |
| Володимир Осадчий    |                    | Олександр Ніколаєв                   | друг Земцова                                                 |
| Володимир Гончаров   |                    | Микола Іванович                      | юрист                                                        |
| Ігор Пісний          |                    | Павло Петрович Бойко                 | слідчий                                                      |
| Руслан Ніконенко     |                    | Роман Миколайович Богданов           | слідчий                                                      |
| Ольга Радчук         |                    | Валентина Іванівна Бєлецька          | слідчий                                                      |
| Кирило Нікітенко     |                    | Сергій Добротін                      | капітан поліції                                              |
| Андрій Тітов         |                    |                                      | адвокат                                                      |
| Ольга Князєва        |                    | Єва Князєва                          | тележурналістка                                              |

В серіалі також зіграли: Ірма Вітовська, Євген Паперний, Ганна Адамович, Людмила Барбір, Лілія Ребрик, Катерина Кістень, Валерія Ходос, Олеся Жураківська, Дмитро Ступка, Ганна Сагайдачна, Марія Демочко та інші.
Другорядні ролі дублювали: Владислав Пупков, Ярослав Чорненький, Євген Пашин, Володимир Терещук, Роман Семисал, Сергій Ладесов, В'ячеслав Скорик, Кирило Татарченко, Павло Скороходько, Андрій Федінчик, Олександр Погребняк, Олександр Солодкий, Андрій та Ганна Соболєви, Олена Бліннікова, Наталя Поліщук, Валентина Сова, Світлана Шекера, Дарина Муращенко, Оксана Гринько, Катерина Буцька, Ангеліна Платко та інші.
Дубляж (1—5 сезони) та багатоголосе закадрове озвучення (1—3 сезони) були створені одночасно студією «Так Треба Продакшн» на замовлення телерадіокомпанії «Україна» і телеканалу «FilmUADrama».

## Зміст серій

### Сезон 1
Перший сезон було відзнято у 2012 році. У проєкті брали участь російські телеканали, але після окупації Криму російськими військами у 2014 році, від співпраці з ними медійники відмовилися. Сезон складається з 40 епізодів та розкриває історію лікаря-ординатора Романа Широкова та пацієнтів пологового будинку клінічної обласної лікарні.
Роман Широков — лікар-ординатор пологового будинку обласної клінічної лікарні. Роман — талановитий лікар, що пройшов закордоном спецкурс з репродуктології. Він не боїться братися за найсерйозніші, найнебезпечніші клінічні випадки. Проте, через свою тягу до ризикових рішень, Роман часто конфліктує з керівництвом.
Характерною особливістю першої половини сезону є закадрові коментарі Романа Олексійовича, до окремих медичних та побутових ситуацій, зокрема флешбеків головного героя.
| Серія | Назва серії                         | Опис серії |
| ----- | ----------------------------------- | --- |
| 1     | «Скажена ніч»                       | Відомий столичний лікар Роман Широков приїжджає в своє рідне місто до хворого батька. У лікарні він зустрічає свою однокурсницю Лізу Філатову, яку нещодавно призначили завідувачкою пологового відділення. Вона розповідає, що там же працює ще один їхній однокурсник — Лев Квітко. Вночі в обласну лікарню «по швидкій» надходить у важкому стані вагітна дочка мера. Ліза благає Романа приїхати — випадок нетиповий. Широков рятує дочку мера і дитини. Мер заявляє начмеда Савчук, що та не повинна упустити такого фахівця. Роман погоджується працювати за умови, що йому дадуть можливість займатися репродуктологією.                                                               |
| 2     | «Недоношене серце»                  | Лев Квітко не поділяє ентузіазму Романа з приводу створення Центру репродуктології. Надія Ставицька ставить невтішний діагноз пацієнтці Оганезовій та направляє її на аборт. Роман сумнівається в компетентності Надії і наполягає на можливості внутрішньоутробної операції, але Оганезова наважується на переривання, оскільки у плода рідкісна патологія. В цей же час в лікарню потрапляє молода жінка, яка намагалася сама позбутися дитини. Широков рятує немовля, але мати залишає дівчинку в лікарні … |
| 3     | «Зоряний пил»                       | До лікарні з кровотечею поступає солістка модного гурту «Діаманти». Продюсери наполягають, щоб Анжела зробила аборт. Широков переконує дівчину не робити фатальної помилки. Заболотін погоджується на службове порушення та фальшування фактів, щоб відстрочити операцію. Савчук не підтримує Романа: у продюсера серйозні зв'язки. Роман розшукує нареченого співачки. Продюсер погрожує Широкову, але його тиради записує на мобільний телефон журналістка Інна Рогова. |
| 4     | «Земляки»                           | До Широкова прикріплюють інтерна Андрія Дибенка. На прийом до Роману приходить дівчина, землячка інтерна. Персонал лікарні розгублені: на УЗД вона приходить то з одним, то з іншим «татусем». Роман дізнається, що бажаючи за всяку ціну зачепитися в місті, дівчина зустрічалася відразу з двома парубками. Дізнавшись правду, женихи відмовляються від неї. Пацієнтка ледь не гине при пологах. У складній ситуації її підтримує Андрій… |
| 5     | «Хочу сина»                         | Роман здивований: стриманий Бондарєв накричав на пацієнтку, довівши її до гіпертонічного кризу. Виявляється, жінка одержима ідеєю клонувати загиблого сина. Широков пропонує їй народити за допомогою штучного запліднення. Савчук розгублена: якщо 50-річна жінка народить — експеримент стане сенсацією, а якщо почнуться проблеми — вона ризикує посадою. Бондарєв і Думанський намагаються всіляко перешкодити Роману. |
| 6     | «Кримінал за життєвими показниками» | Думанський розповідає Віті, що незабаром піде на підвищення. Ліза ревнує Романа до Ставицької. Широков робить операцію і рятує життя жінці, яка поступила у важкому стані, але дитина народжується мертвою. Пацієнтка пише скаргу в прокуратуру. Слідчий усуває Романа від проведення операцій. За Романа заступаються колеги. Через місяць надходить хвора з аналогічним діагнозом. З'ясовується, що це дружина слідчого. |
| 7     | «Як народилася зрка»                | У центр репродуктології звертається заможний чоловік Георгій Рівчук. Його молода дружина не хоче виношувати дитину, і вони шукають сурогатну матір. Для Тетяни Охріменко — це вихід із ситуації, оскільки її чоловікові терміново потрібні гроші на виплату боргу. Але в один момент Тетяна зникає, а коли з'являється — результати обстеження дивують медиків: розвиток плода не відповідає терміну вагітності. Віта розповідає Ставицькій про те, що Ліза закохана в Романа. |
| 8     | «Акселератка»                       | До Широкова на прийом приходить вагітна 15-річна дівчинка, яка стверджує, що її зґвалтували. Мама дівчинки поїхала з новим чоловіком до Німеччини. Тітка, у якої вона живе, вимагає зробити аборт, однак терміни вже минули. Дівчинка хоче залишити новонародженого в лікарні — їй нікуди йти. Роман, Ліза і Лев збираються відзначити річницю випуску. Однак через інтриги Думанського свято зривається. |
| 9     | «Валері»                            | З Франції приїжджає сімейна пара Лера і Жак. Лера — росіянка, однокурсниця Лізи, Лева і Романа, а її чоловік — француз. Пара шукає сурогатну матір, яка виносила б їм дитину. Народжується дівчинка. Батьки відмовляються від неї, щоб потім усиновити, адже тільки так можна вивезти дитину до Франції, де сурогатне материнство заборонене. |
| 10    | «Чорна магія»                       | До Широкова звертається 37-річна жінка. У неї люблячий чоловік, а дітей немає. Чоловік має сина від першого шлюбу. Обстеження показує, що жінка здорова. Чоловік однозначно здоровий, тоді не зрозуміло, чому не виходить зачати. Жінка впевнена, що її прокляла перша дружина її нинішнього чоловіка. Однак Широкова ці забобони не зупиняють. Він направляє чоловіка жінки на обстеження … Лев дізнається про відносини Лізи і Романа. Ставицька приймає запрошення Бондарева сходити в ресторан. |
| 11    | «Травма»                            | На прийом до Широкова приходить молода жінка Аліна. Вона чекає дитину, а чоловік не хоче відпускати її з подружкою на море. Широков не бачить в цьому проблеми. Повернувшись після відпочинку, Аліна виявляє на руці подряпину, що не гоїться. Вона згадує, що на пляжі випадково вкололася брудним шприцом, вирвавши його з рук дитини. Аналіз на ВІЛ — позитивний. Від вагітної Аліни відвертається чоловік. Лікарняне начальство проти того, щоб у них народжувала ВІЛ-інфікована жінка. |
| 12    | «Заради дитини»                     | До Широкова на прийом потрапляє 14-річна дівчинка. Роман ставить діагноз — аменорея. Він підозрює, що хвороба має психолонічне походження, та кладе пацієнтку в стаціонар, щоб на час захистити її від переживань. До лікарні приїжджає вітчим дівчинки — відомий бізнесмен. Мета його візиту вельми конкретна: у відділенні готується до пологів його молода коханка. Бізнесмен вважає, що це його дитина. Однак його дівчин має хлопця. |
| 13    | «Украдене щастя»                    | До Широкова на прийом приходить Мар'яна Рубльова — молода дружина знаменитого архітектора. Широков не може порадувати пару — у Мар'яни погані аналізи. Практично всю вагітність жінка лежить «на збереженні» в стаціонарі. Федір Рубльов не відходить від неї ні на крок. Відчуження в стосунках Лізи і Романа наростають. Це помічають і обговорюють Віта і Ставицька. В одній палаті з Мар'яною лежить наркоманка Рита Соловей. |
| 14    | «Неможливе можливо»                 | До Широкова звертається мати молодої жінки. У її доньки — параліч нижніх кінцівок після травми спинного мозку, отриманої в автомобільній аварії. Дівчина вважає, що ніколи не зможе мати дітей, і мати благає Широкова знайти вихід з ситуації. Роман розуміє, що народження дитини дозволить паралізованій дівчині не відчувати себе інвалідом, тим паче, що чоловік готовий їй у всьому допомагати. Результати аналізів невтішні. Мати дівчини погоджується стати сурогатною матір'ю доччиного малюка. |
| 15    | «Дитина Полікарпова»                | У Широкова від безпліддя лікується 30-річна жінка. Причина безпліддя — невдалий аборт, на якому свого часу наполіг її колишній чоловік на прізвище Полікарпов. Через деякий час до Романа звертається ще одна вагітна жінка, яка виявляється новою дружиною Полікарпова. Під час обстеження з'ясовується, що Полікарпов безплідний. Хто ж в такому випадку батько дитини його нової дружини? Віта розповідає, що найближчим часом Думанський, завдяки своїм зв'язкам, піде на підвищення |
| 16    | «Давно минуло»                      | Роман та Бондарев знову ревнують Ставицьку. Думанський розпалює і без того непросту ситуацію. До Широкова на прийом приходить красива жінка, яка здається йому знайомою. Вона з чоловіком і його маленькою донькою живе в селі. У пари не виходить народити спільну дитину. З'ясовується, що проблеми жінки пов'язані з наркотиками, які вона вживала, працюючи в ескорті. Тим часом в пологовому відділенні виявляють нестачу наркотичних засобів. Підозра падає на пацієнтку Романа. |
| 17    | «Переможців судять»                 | Ставицька діагностує ускладнення вагітності у пацієнтки Широкова. Щоб врятувати плід, Роман пропонує апробувати експериментальну методику. Савчук проти такого ризику, проте Широкову вдається заручитися згодою самого подружжя на проведення маніпуляції. Чоловік іншої породіллі, що відвідує Романа, пропонує йому хабар за вбивство його дитини з синдромом Дауна. |
| 18    | «Річний звіт»                       | Чергова пацієнтка Широкова — жінка, що завагітніла за допомогою штучного запліднення. Однак трапляється непередбачене: за фінансові порушення директора фірми, в якій вона працювала бухгалтером, жінка потрапляє до в'язниці. Щоб врятувати дитину, Широков домагається того, щоб його пацієнтку перевели в пологове відділення, виставивши охорону. Лев освічується Віті. |
| 19    | «Ми з тобою однієї крові»           | Ставицька розповідає Роману про свою спільну з Бондаревим роботу в Лівії. До лікарні привозять вагітну жінку, що потрапила під вантажівку. Її доставив водій фури Руслан, він стверджує, що жінка сама кинулася під колеса його машини. Руслан здає кров, щоб врятувати потерпілу, але його беруть під варту. |
| 20    | «Справжній полковник»               | На прийом до Широкова приходить 45-річна Олена. Жінка нещодавно вийшла заміж і завагітніла, термін — 16 тижнів. Дочка її чоловіка Юля також чекає на дитину. Костя налаштовує Юлю проти тещі та купує неправильні результати УЗД Олени в приватній клініці: у дитини, нібито, синдром Дауна. Лена з результатами УЗД приходить до Широкова, наполягаючи на аборті. Бондарев та Ставицька переконують Широкова направити пацієнтку на аборт. |
| 21    | «Двірничка Тая»                     | До Думанського звертається пацієнтка — повна жінка 30 років. Альберт просить Широкова її оглянути. Роман направляє Таю в стаціонар, їй необхідно ретельне обстеження. Ставицька під час УЗД виявляє у Таїсиної дитини вади серця. Думанський обіцяє Савчук зв'язатися зі столичним кардіоцентром, але обіцянки не виконує. Роман домовляється зі знаменитим кардіохірургом професором Давідяном про операцію. |
| 22    | «Аїда»                              | 30-річна шкільна вчителька Аїда Нестеренко вимагає у Романа направлення на аборт. Широков пояснює жінці, що для цього необхідно здати аналізи. І хоча Думанський виявляється не таким категоричним, Роману вдається не допустити операцію. Аїду кладуть на збереження. У лікарню надходить недоношений новонароджений хлопчик. Його батько — Григорій, постійно знаходиться поруч з дитиною. Щоб бути ближче до сина, він влаштовується сантехніком. Чоловіка зворушує історія Аїди, і він намагається допомогти. |
| 23    | «Підкидьок»                         | До лікарні підкидають немовля. Поки міліція розбирається, дівчинка лишається у відділенні Філатової. У породіль Діани та Ліни одночасно починаються перейми. У Діани виникають труднощі при пологах, внаслідок яких у хлопчика пошкоджується ключиця. Софія народжує слабку дівчинку, яка незабаром гине. Роман сподівається почати зустрічатися з Савицькою. Софія з чоловіком вирішують удочерити підкидька. Однак в лікарню приходить Богдан, який заявляє, що новонароджена — його дочка і вимагає повернути немовляти. |
| 24    | «Дитинство суворого режиму»         | До Романа на прийом приводять 14-річну вагітну Карину. Від неї ні на крок не відходить директор дитячого будинку «Веселка». Карина, залишившись наодинці з Романом, благає врятувати її та дитину. У лікарні починається засідання медико-соціальної комісії, на якому з'ясовується, що після чергової втечі Карину відправили до психіатричної лікарні, де три місяці проводили курс лікування психотропними препаратами. Роман радиться з Квітко і Філатовою щодо того, чи зможе Карина народити здорову дитину. |
| 25    | «Ближче до природи»                 | У лікарню надходять породіллі у важкому стані. Всі вони учасниці руху «Ближче до природи», яке виступає за домашні пологи. Квітко приймає пологи у Тані, однак йому не вдається врятувати дитину. До лікарні приїжджає кардіохірург Давідян разом зі своєю помічницею Ніною, колишньою дружиною Романа. Ставицька ревнує. Широков дає інтерв'ю, в якому критикує учасниць руху. За іронією долі, лідер організації Маріанна Липецька потрапляє в лікарню з ускладненнями. |
| 26    | «Американські гірки»                | Бондарев просить Ставицьку зробити УЗД його дочці, яка вже три роки не може завагітніти. Дівчині потрібна консультація Романа. Однак Бондарев не готовий звернутися до Широкова. У лікарню потрапляє американка Ляля зі скаргами на різкі болі. Ляля — власниця споруджуваного розважального центру «Вавилон». Багато хто у відділенні зачаровані жінкою, зокрема й інтерн, який бере госпіталізацію Лялі під свій контроль. Між Ніною і Романом відбувається відверта розмова. |
| 27    | «Безневинна жертва»                 | «Швидка» привозить у пологовий будинок привозять 12-річну дівчинку Асю. Широков приймає у неї пологи, але дитина народжується нежиттєздатною. Ася розповідає Думанському, що батьком дитини є її вітчим Валерій. Ведеться слідство. Слідчий приходить до лікарні і повідомляє, що Валерій категорично заперечує свою провину і готовий на будь-які експертизи, щоб довести, що Ася його оббрехала. |
| 28    | «Заборонений прийом»                | Ліза шокована приїздом Жака, який вирішив забрати Валері. Філатова категорично налаштована не віддавати дівчинку. У лікарняному коридорі зустрічаються дві шкільні подруги — Людмила і Агата. Колись в юності Агата перспективною поетесою, нині вона пиячить. У Людмили велика сім'я, має народитися четверта дитина. Однак у її чоловіка Сергія проблеми з бізнесом … |
| 29    | «Дружина мого чоловіка»             | До Широкова звертається 45-річна бізнесвумен Ірина, яка хоче народити дитину. Роман пропонує їй програму ЕКЗ. У лікарні вона зустрічає свого колишнього чоловіка Олега та його нову дружину Анастасію: пара чекає на двійню. Думанський продовжує лікування дочки Бондарева, але ефект відсутній. Олег гине в автомобільній катастрофі, Анастасії загрожують його партнери по бізнесу. Мати Насті наполягає на аборті. |
| 30    | «Любов на трьох»                    | На прийом до Широкова приходить сімейна пара — Наталія та Віктор. Жінка чекає дитину, однак Роман зауважує, що чоловік і жінка нещасливі. Віктор п'є і б'є дружину. За тиждень Тетяна потрапляє в реанімацію — у неї крововилив в мозок, дитина помирає. Лікарі намагаються продовжити вагітність і життя пацієнтки ще на сто шістдесят вісім годин. Саме стільки часу буде потрібно, щоб підготувати легені дитини до самостійного дихання. До Романа приходить колишній тренер Тетяни — Маслов. Він стверджує, що дитина його. |
| 31    | «Життя після смерті»                | Широков обурений роботою жіночої консультації міської лікарні, в якій лікарі, посилаючись на несправність УЗД, ставлять неправильні діагнози і схиляють породіль до аборту. Думанський в розмові з Савчук стверджує, що всі проблеми в лікарні відбуваються виключно через Романа. У відділення звертається Антон Панін, чоловік загиблої Стасі — колишньої пацієнтки Широкова. Коли Роман відмовився робити їй повторне ЕКЗ, дівчина звернулася в інший центр репродуктології, де померла. У кріосховищі лікарні залишився її генетичний матеріал, і Антон вмовляє Романа за допомогою сурогатної матері допомогти народитися його та Стасіній дитині.                                       |
| 32    | «Тільки для своїх»                  | Квітко необхідно терміново виїхати на похорон матері колишньої дружини, але він не має з ким залишити доньку Анфісу. Лев просить доглянути за дівчинкою Віту Ігорівну. Думанський, застав Анфісу одну в кабінеті Віти, йде скаржитися Філатовій. У клініці на останньому місяці вагітності з'являється Олена з чоловіком Віленом. Незважаючи на те, що жінка спостерігалася раніше в іншій лікарні, Бондарев змушений взяти Олену на облік. Пара підписує договір про проведення партнерських пологів. |
| 33    | «Циганський романс»                 | Широков і Ставицька збираються одружитися, але хочуть зробити це таємно. Надя не утримується і розповідає про це Віті Ігорівні. В результаті приховати цю новину від колективу не вдається. В клініку приїжджає справжній циганський табір — музичний колектив «Золота підкова». Їх солістка Галина ось-ось має народити. Але займатися доводиться не тільки Галею, але й її дочкою, яка потребує кесарів розтин у зв'язку з загостренням апендициту. |
| 34    | «Хлопчик и дівчинка»                | Бондарев все ще не може змиритися з весіллям Широкова і Ставицької. Філатовій підкидають гроші. В її кабінет вриваються представники Управління по боротьбі з економічними злочинами і звинувачують Лізу в зловживанні службовим становищем і вимаганні хабаря. Філатову знімають з посади і замість неї ставлять Думанського. Весь колектив впевнений, що цю підставу влаштував саме він. Богданови за допомогою ЕКЗ хочуть народити дівчинку, оскільки дружина є носієм гена гемофілії. Широков і Квітко беруться допомогти парі, однак перша спроба закінчується невдачею. Проспонсорувати другу спробу береться подруга дитинства Ані Богданової, яка, навпаки, мріє тільки про хлопчика. |
| 35    | «Криза середнього віку»             | Юрист, що захищає інтереси Філатової в суді, намагається умовити її висунути зустрічний позов, але Ліза відмовляється. Сурогатна мама Лідія, яка перебуває в стаціонарі, виявляється коханкою біологічного батька дитини — професора Павла Єрмолова. Дружина Вікторія знає про цю інтрижку та впевнена, що з народженням сина «криза середнього віку» чоловіка мине. Лідія, в свою чергу, вважає, що Павло покине дружину після народження дитини. До лікарні зі «швидкої» надходить студентка Наталя, яка повинна народити двійню від свого професора Павла Єрмолова. |
| 36    | «Бонні і Клайд»                     | Напередодні свого дня народження Роман змушений чергувати в пологовому відділенні. Дивний грубіян привозить вагітну дівчину, якій дуже погано. Роман наказує готувати операційну. Широков збирається викликати анестезіолога, але парубок, погрожуючи пістолетом, вимагає оперувати пацієнтку негайно. Віта Ігорівна пізнає в ньому грабіжника банку, якого показували по телевізору. |
| 37    | "Під прицілом                       | Роман заходить в ординаторську і заклякає: незнайомці протягають дроти і виставляють світло. Філатова пояснює — Савчук дозволила, щоб в їхньому відділенні знімали реаліті-шоу про народження дитини. Герої — Катя і Сергій Кузнєцови. Вночі «швидка» привозить Катю з сильною кровотечею. Режисер шоу, Єва, вимагає викликати Думанського: їй не потрібна зміна лікаря в кадрі. |
| 38    | «Помста як холодна закуска»         | У лікарню надходить пацієнтка Дана. Своєму партнеру Олексію жінка не хотіла говорити про вагітність, проте він дізнався. Широков зізнається, що не може діагностувати причину погіршення стану Дани. Він вживає всіх необхідних заходів для зупинки кровотечі і порятунку дитини. Роман здогадується, що до хвороби Дани причетна її краща подруга Влада. |
| 39    | «Що в імені тобі моїм?»             | На прийом до Широкова приходить Таня, яка впевнена у своїй вагітності. Однак трапилась помилка. Насправді вагітна її сестра-близнюк — Тоня. Квітко і психолог розповідають Роману про «феномен близнюків», за якого має місце сильний, майже телепатичний зв'язок. Таня розуміє, що сестра чекає дитину від її хлопця — Максима. Він навіть не зрозумів, що на побачення прийшла інша дівчина. Тетяна кардинально змінює імідж і не хоче мати нічого спільного з сестрою. |
| 40    | «Сім „Я“»                           | Роман і Ставицька чекають на дитину. Віта Ігорівна зізнається Наді, що у них з Квітко скоро весілля. Широков в шоці: УЗД показало, що його пацієнтка вагітна п'ятьма дітьми. Людмилу кладуть на збереження. Савчук і лікарі консультуються з закордонними колегами: такий випадок у їхній практиці вперше. Але у Людмили і Кості відсутнє власне житло — Костя живе з мамою в крихітній квартирці, а Люда виросла в селі. |

### Сезон 2
Другий сезон було відзнято у 2013 році. Сезон складається з 60 епізодів та розкриває історію лікаря-акушера Платона Ілліча Земцова. Одночасно з цим, глядачі спостерігають за життям провінціального пологового будинку та центру репродуктології.
«Жіночий лікар-2» розкаже 60 історій з життя провінціального пологового будинку та центру репродуктології, кожна з яких покликана дарувати надію. Нові зворушливі історії серіалу, що припадуть до смаку глядачам. У нових серіях на нас чекає знайомство з новим лікарем. На зміну Роману Широкову приходить новий лікар — Платон Земцов. Новий лікар-гінеколог — фігура досить неординарна, з важкою долею, який приховує від колег особисту таємницю.
Характерною особливістю сезону є планові збори робочого колективу, які Філатова проводить кожної серії, вранці, у себе в кабінеті. Закінчується сезон рефреном до початку серіалу, закадровим голосом один з головних персонажів розказує про майбутнє усіх героїв.
| Серія | Назва серій                                | Опис серій |
| ----- | ------------------------------------------ | --- |
| 1     | «Чоловік і жінка»                          | Бондарєв приносить Філатової заяву про звільнення. У лікарні дзвонить телефон: чоловік каже, що підібрав пасажирку, у якій прямо в машині посеред поля почалися перейми. Лев Квітко викликає на підмогу ДАІ. Надя Ставицька прощається з колегами. До кабінету Філатової приходить Земцов Платон Ілліч, який хоче влаштуватися на роботу. Ліза пропонує йому посаду ординатора у пологовому відділенні. |
| 2     | «Алібі»                                    | Філатова підписує заяву Земцова про прийом на роботу. Бондарєв кладе на збереження Світлану Шевчук. Під час розмови з адвокатом Світлана дізнається, що на її чоловіка подали позов. Жінка в розпачі. Квітко і Полупанова обговорюють методи виховання дітей. У лікарню привозять вагітну жінку з больовим нападом. Ліза і Платон рятують дочку Ракітіна. Світлану Шевчук звинувачують у підпалі автомобіля. Платону розповідають про те, що чоловіка Світлани Шевчук необґрунтовано звинувачують в ДТП … |
| 3     | «Амнезія»                                  | Полупанова розповідає Ракітіну, що Філатова вдочерила Валері. У лікарню привозять пацієнтку з амнезією. Земцов стає її лікарем. Журналістка Інна Рогова проводить розслідування про невідому жінку. Ракітін запрошує Філатову до театру. Думанський говорить Філатовій, що був би не проти обійняти посаду Бондарєва. Психіатр вважає, що пацієнтка втратила пам'ять в результаті пережитого стресу. |
| 4     | «У колії»                                  | На прийом до Земцова приходить 48-ми річна пацієнтка Зоя Анікєєва. У неї восьмий тиждень вагітності. Ракітін запрошує Лізу в ресторан відзначити народження онука, і обіцяє вирішити проблему з томографом. Друг Земцова Ніколаєв, приносить Платону ампули з ліками. 16-ти річна Надя, внучка Зої, просить у Бондарєва направлення на аборт. Думанський знаходить ампулу, викинуту Земцовим. Зоя Анікєєва дізнається, що її внучка вагітна. |
| 5     | «Наречена для справжнього чоловіка»        | Савчук представляє нову завідувачку пологовим відділенням — Марину Станіславівну Савіну. Платон виписує Ганні Іпатовій напрямок на рефлорацію. Після операції вона відразу йде додому. У лікарню приходить слідчий і пояснює: потрібно медичне підтвердження факту зґвалтування. Віта Ігорівна стає мимовільним свідком стосунків Лізи і Ракітіна. Савіна пропонує Платону читати лекції в школі молодих матерів. |
| 6     | «Мати — героїня»                           | До лікарні в тяжкому стані привозять пацієнтку. Земцов екстрено її оперує. На місце Бондарєва назначають Думанського. До Філатової приходить глава фонду «Дайте дитині шанс» — Соколовська. Вона знаходить кошти для лікування малюка-відмовника. Ракітін освічується Філатовій, кличе жити до Москви. Виявляється, пацієнтка, яку прооперував Земцов — відома співачка Настя Калиновська! У Насті немає грошей на лікування — вона усе витратила на розваги. Філатова просить у Соколовської гроші на лікування Насті. Та відмовляє. У лікарні відкривають школу майбутніх мам. |
| 7     | «Щасливий багатоженець»                    | Сєвочка призводить на прийом свою дружину Жанну. У лікарню приходить капітан Добротін і розпитує Земцова про його друга Ніколаєва, який, схоже, замішаний в кримінальних махінаціях. Про школу молодих мам пишуть схвальну статтю. Жанна знайомиться в лікарні з Ольгою. Жінки захоплюються своїми чоловіками. З'ясовується, що Сєвочка — двоєженець! |
| 8     | «Любов за показами»                        | У пологовий за швидкою привозять жінку, що втратила свідомість на вулиці. Втім, жінка не прагне лишатись у лікарні і поспішає геть — до чоловіка та дітей, які без неї ніяк не можуть та на роботу, з якої її можуть звільнити. |
| 9     | «Батьком буду я»                           | На прийом до Квітко приходить відомий архітектор Марк Шалімов. Чоловік вимагає, щоб його дружині зробили ЕКЗ. Думанський повідомляє Савіній, що Земцов — наркоман. Ігор — коханий Даші Шалімової, просить жінку не народжувати дитину від чоловіка. Платон усуває больовий напад ін'єкцією наркотику. Заболотіна звинувачують у смерті породіллі, яку він відмовився кесарити. Ігор просить Квітко не робити підсадку Даші. Марк чує частину цієї розмови, влаштовує Ігорю скандал. Даша повідомляє, що через розлучення з Марком ЕКЗ скасовується. Даша звинувачує Ігоря в тому, що він зруйнував її сім'ю. Марк пропонує Даші повернутися до нього і народити дитину. Даша вдочеряє дівчинку-сироту і розриває стосунки з Ігорем та Марком. |
| 10    | «Рита — жук»                               | На прийом до Савіної приходить Маргарита Жук. Доктор кладе жінку в стаціонар. До кабінету Філатової, з мотоциклетним шоломом і документами для працевлаштування приходить медсестра — Катя Реброва. Маргарита повідомляє своєму хлопцю про те, що вагітна, вимагає тисячу доларів для аборту. Вона не знає, від кого чекає дитину — чи то від Стаса, чи то від Первухіна, чи від його сина, в будинку яких вона працювала хатньою робітницею. Рита зустрічає в лікарні колишню однокурсницю Мілу. Шантажує її тим, що знає про її роман з університетським професором. Ніколаєв приносить Земцову в лікарню медикаменти для ін'єкцій. Міла просить Платона перервати вагітність. У лікарню приходить професор, забороняє лікарям робити аборт, каже Мілі, що покинув дружину. Стас знаходить підтвердження любовних утіх Ріти з батьком і сином Первухіними та покидає дівчину. |
| 11    | «Водій для Галі»                           | На прийом до Земцова приходить сімнадцятирічна школярка Галя Єременко. У дівчини загроза викидня. Її батько, полковник, лютує та обіцяє знищити батька дитини — свого особистого шофера. Думанський пропонує Віті варіант швидкого заробітку … |
| 12    | «Раба кохання»                             | Земцов оформлює у відділення патології тридцятидев'ятирічну Анну Федосову. Журавльова розкриває обман Думанського і влаштовує в лікарні скандал. Савіна обіцяє вирішити конфлікт між доктором і пацієнткою. Друг Федосових Олексій переводить Анну до VIP-палати. До Ганни приходить Артур Джованезе. Те, що він розповідає, шокує жінку. |
| 13    | «Прекрасна Абігайль»                       | На прийом до Думанського приходить Віра Акімова і просить терміново зробити їй аборт: за пару днів до неї приїжджає наречений з Америки. У жінки запалення. Думанський відправляє її до Заболотіна. Віра повідомляє сестрі Ліні, що вагітна від колишнього чоловіка. Полупанова ревнує Квітко до Савіної та влаштовує чоловікові скандал. |
| 14    | «Вибір»                                    | У пологовий будинок приходить народжувати дружина відомого кримінального авторитета Барінова — Лада. Барінов вимагає підвищеної уваги до дружини. Лада розповідає Земцову, що чекає дитину не від чоловіка, а від кубинця Хосе … |
| 15    | «Подарунок долі»                           | На прийом до Земцова приходить Олена Казанцева. Квітко вражений звісткою про вагітність Олени: в минулому році він робив жінці ЕКЗ. Лев поспішає поділитися з колегами звісткою про унікальний випадок з його колишньою пацієнткою. Чоловік Олени Олександр не вірить, що це його дитина. |
| 16    | «День зарплати»                            | У лікарню надходить вагітна Лілія, яка поранили в живіт під час пограбування банку. Лікарі роблять екстрену операцію, в ході якої з'ясовується, що куля зачепила дитину. Приїжджає чоловік жінки Слава. Він залишає речі дружини в підсобці Полупанова. Серед речей Віта знаходить гроші і розуміє, що Слава причетний до пограбування … |
| 17    | «Королева Лір»                             | У відділення без тями привозять Ларису. Платон її госпіталізує: у жінки ризик гестаційного діабету. У жінки відсутня прописка та робота, інші вагітні її цураються. У Земцова черговий больовий напад, однак, від наркотиків він відмовляється. У пологовому будинку новина: мер пообіцяв фінансову винагороду жінці, яка народить десятитисячну дитину. Всі впевнені, що гроші отримає Соня Гончаренко, чоловік якої працює в мерії. |
| 18    | «Збрехавши одного разу»                    | На прийом до Земцова приходить Інна Казаріна, яка взяла з батька дитини, Павла, обіцянку вимагати розлучення у дружини. З'ясовується, що у неї кіста. Подруга Віка радить не говорити Павлу правди. |
| 19    | «Моя дитина — інопланетянин»               | Галина Федорівна призводить свою тридцятирічну доньку Аріну на прийом до Земцова. Аріна стверджує, що чекає дитину від інопланетянина. Сусідка Аріни по палаті, Ліда, бачить як світиться її живіт. За Аріною починають полювати представники мас-медіа. |
| 20    | «Повернення»                               | До Земцова на прийом потрапляє Варя Юдіна, вагітна від Олега. Мати Олега приносить Варі гроші і просить залишити її сина в спокої. Варя розповідає Платону про те, що з ним має відбутися в майбутньому. Також Варя впевнена, що помре під час пологів. |
| 21    | «Тільки мій»                               | Земцов розповідає Філатовій про те, як отримав травму спини. Ліза дізнається від невропатолога, що операція для Платона на Заході коштує чималих грошей. Віта Полупанова застає нову санітарку Кіру, коли та краде дитину з дитячого відділення. Кіра говорить, що батько хлопчика Георгій Токаєев — її колишній чоловік, з вини якого вона не може мати дітей. У відділення з гострим болем надходить хвора Слєпньова. Під час операції вона впадає в кому. |
| 22    | «Реанімація почуттів»                      | Платон розповідає Філатовій про свого сина і колишню дружину. До Дибенко з Польщі приїжджає подруга Агнешка. Вона хоче зробити аборт. У телефонній розмові з мамою Агнешка дізнається, що її наречений Томаш, нічого не сказавши, поїхав в Америку. Савчук звільняє Філатову, звинувативши її в невмінні керувати відділенням, і пропонує посаду Савіновій. В знак протесту всі лікарі пишуть заяви про звільнення. Агнешка вирішує залишити дитину. Дибенко просить Івана укласти з дівчиною фіктивний шлюб… |
| 23    | «Батько і син»                             | Сорокарічна Зоя Білоус відмовляється від народженої нею дитини. Незабаром з'являється молода людина Руслан Ілюшин і заявляє, що він — батько хлопчика і хоче його усиновити. Перевірка виявляє, що Руслан є не батьком дитини, а його братом, котрого Білоус свого часу також кинула напризволяще. У відділення репродуктології за протекцією Ракітіна приходить влаштовуватися на роботу Вадим Любавін. П'ятнадцятирічний син пацієнтки Рити Кузьменко різко сприймає новину про вагітність матері. Він приносить їй трав'яний чай, який провокує викидень… |
| 24    | «Без вини винувата»                        | Леонід і Дарина Степанови не хочуть повторювати ЕКЗ. Вони просять Савіну допомогти з всиновленням. Антоніну Лазарєву привозять в лікарню по швидкій допомозі. Андрій Дибенко робить їй складну операцію кесаревого розтину. Антоніна просить оформити опіку над малям пасербицю Владу в разі своєї смерті. Влада не готова виконати останнє прохання мачухи. Дружина Заболотіна дізнається про те, що чоловік їй бреше — у нього не було чергування, він відсутній на роботі. Виявляється, що Степанови в змові з Костянтином — хлопцем Влади Лазаревої, який намагається допомогти оформити опіку над дитиною Лазаревої. Філатова домовилася з Жаком Паскалем про операцію у Франції для Земцова. Вона говорить про це Платону Іллічу. Влада оформляє опікунство над сестрою.                                                                                                  |
| 25    | «Врятувати за будь-що»                     | До лікарні, по швидкій допомозі, у важкому стані привозять Ларису Самойлову. Жінка всю вагітність відмовлялася від допомоги лікарів. Була впевнена, що зможе народити вдома самостійно. Антон — чоловік Лариси розповідає Платону, що у них, під час попередніх пологів, загинула перша дитина. Поліція арештовує Ніколаєва. Опер бере у Земцова підписку про невиїзд. Народна цілителька Тетяна приносить відвари трав для Лариси та її дочки. Лікарі забороняють поїти дочку трав'яним відваром. Самойлова збігає з лікарні з дочкою. Ні чоловік, ні лікарі не знають, де ховається жінка з немовлям. |
| 26    | «Дочка прокурора»                          | На прийом до Земцова приходить Саша Власова. Жінка потребує госпіталізації. Платон Ілліч в телефонній розмові просить батьків оформити опікунство над сином Артемом. Філатова домагається дозволу про виїзд Земцова за межі країни. До Саші Власової в лікарню приходить адвокат. Він повідомляє, що її мати все своє майно залишила колишньому Сашиному чоловіку, своєму коханцю. На нервовому ґрунті у жінки передчасно починаються пологи. Володя — цивільний чоловік Власової, пориває з нею стосунки. Саша вирішує вчинити самогубство. У важкій ситуації їй допомагає Петро Стариков — водій сусідки по палаті. Філатова дізнається про те, що колеги влаштували бійку в ресторані, а Любавін заарештований. Колеги проводжають Земцова на операцію до Франції. |
| 27    | «Пастка»                                   | На прийом до Квітко приходить зневірене сімейство Ніконових — у їх сурогатної мами Раї Мунтян трапився викидень. Рая приходить на обстеження — УЗД показує, що вагітність збереглася. Заболотін просить Філатову прийняти на роботу санітаркою Глашу Мєзенцеву. Слідчий заарештовує Раю Мунтян. Жінку підозрюють в торгівлі дітьми. Як виявляється, Мунтян намагалася відвоювати рідну дочку, котру в неї відібрали в дитбудинок. |
| 28    | «Заради тебе»                              | До кабінету Квітко приходить Гліб Терьохін. Чоловік хоче скористатися залишеними після ЕКЗ ембріонами загиблої дружини і, за допомогою сурогатної матері, народити їх спільну дитину. Гліб хоче, щоб дитину виносила його хатня робітниця Ольга. Філатова на планерці повідомляє, що Земцова успішно прооперували. Заболотін влаштовує на роботу свою протеже. Полупанова підозрює, що Глаша — коханка Заболотіна. Квітко ревнує Полупанову до Думанського. Ден Конюх приходить в лікарню з'ясувати стосунки з Ребровою. Дибенко заступається за Катю. |
| 29    | «Повернення»                               | У хол лікарні Святослав Нечаєв вносить вагітну Тетяну Нечаєву. Дибенко робить жінці УЗД, зауважує на її тілі безліч синців. Виявляється Тетяна Нечаєва — не справжнє ім'я жінки! До того ж, її розшукує поліція! Таня — дружина громадянина США. З'ясовується, що чоловік її бив, погрожував відібрати дитину. Таня, за допомогою Святослава, втекла від нього. Любавін пропонує Савіній піти в театр. Доктор Земцов повертається після успішної операції в рідні пенати. Таня Нечаєва подає на розлучення з Ендрю Евансом і відсуджує дитину. |
| 30    | «Про зір»                                  | До лікарні, на швидкій допомозі, привозять відому художницю Анастасію Поспєлову. Дівчина в 7 років через глаукому практично втратила зір. У Насті особливий дар — в своїх картинах вона малює майбутнє. Кирило — хлопець Насті не впевнений, що дівчині треба народжувати — під час пологів вона може остаточно втратити зір. Кирило, за допомогою хабарів, намагається домовитися з докторами, щоб вони вмовили Настю на операцію. Виявляється, що Кирило зраджує Насті з її найкращою подругою Машею. Настя підписує чистий папірець на право володіння всіма картинами Кирилом і Машею. Після пологів у Насті відновлюється зір. |
| 31    | «Дуже далека родичка»                      | На прийом до Земцова з діагнозом фета-фетальний синдром приходить Зульфія Тусупова. Лікарі з інших клінік не беруть лікувати жінку, наполягають на аборті. Чи збереже вагітність операція, яку роблять тільки в столиці. Зульфія не має грошей. Віта просить Любавіна дати їй уроки водіння. До Зульфії приїжджає тітка Гульнар. Платон розповідає тітці про діагноз Зульфії. Гульнар організовує поїздку в Москву. Квітко скаржиться Любавіну: сімейне життя псується. Для того, щоб врятувати дітей, Зульфії необхідно зробити кордоцентез. |
| 32    | «Альфонс»                                  | У Земцова під наглядом 50-тирічна Галина Калістратова. Жінка чекає дитину від 25-річного чоловіка. До Філатової приходить дружина Заболотіна. Вона підозрює, що у чоловіка зв'язок з санітаркою Глашею. Заболотін зізнається: Глафіра — його дочка. Суворов, водій Калістратової, вважає «молодого татуся» альфонсом. До Земцова приїжджає Ніколаєв, розповідає про проблеми колишньої дружини Платона. Аніта — дочка Калістратової пред'являє компромат на Андрія — він зраджує їй. Галина відмовляється від їх з Андрієм дитини. Мати Андрія вирішує, що виховувати хлопчика буде її син. Філатова віддає документи для реєстрації дитини в РАГСі. |
| 33    | «Чужа кров»                                | До лікарні, після ДТП, на 33-му тижні вагітності, потрапляє невідома пацієнтка. Лікарі оперують її, жінка в комі. Провідати її приходить Вероніка Павлівна. Вона впевнена, що це дружина її загиблого сина. Дибенко публічно вибачається перед Думанським. Олексій Михайлович — чоловік Вероніки Павлівни, просить дружину вгамуватися і перестати доглядати за незнайомою жінкою. З'ясовується, невідома пацієнтка — не її невістка. Жінку звуть Марія Солдатова. Реброва зізнається Полупановій, що заради Любавіна готова на все. Життя Вероніки Павлівни втрачає сенс. Олексій Михайлович і Вероніка Павлівна забирають Машу Солдатову з пологового будинку. |
| 34    | «Російська наречена»                       | У лікарню по швидкій допомозі привозять Надію Шевчук. Жінка чекає дитину від англійця Брайана Біркіна. Біркін приїжджає до Наді. Полупанова і Квітко продовжують сваритися, Лев пропонує подати на розлучення. Виявляється, Брайан одружений! Його дружина — Віра, теж чекає на дитину. Запідозривши чоловіка в зраді, жінка прилітає в Росію слідом за чоловіком. Надя впадає у відчай. Віра і Брайан сваряться. Земцов забороняє Вірі відлітати додому — жінка в будь-який момент може народити. Надя просить вибачення у Віри. Жінки встановлюють дружні стосунки. Віра і Брайн знаходять для Наді роботу в Англії. Обіцяють жінку і дитину забрати з собою. |
| 35    | «Право на щастя»                           | На прийом до Квітко приходить Олена Макєєва. Жінка хоче дитину від ВІЛ-інфікованого партнера. Любавін підтримує Квітко в рішенні допомогти Олені. Дибенко запрошує в кіно Реброву. Катя відмовляє. Мати Олени дізнавшись від знайомої, що Женя ВІЛ-інфікований, вимагає скасувати ЕКЗ. Філатова вичитує Квітко за те, що той нічого їй не розповів про ВІЛ-інфікованого чоловіка. Катя Реброва потрапляє в аварію на мотоциклі. Дибенко чергує біля неї. Любавін і Квітко потай роблять ІКСІ для Олени і Жені. В облздрав надійшли скарги на центр репродуктології. |
| 36    | «Подарунок для дочки»                      | На прийом до Земцова приходить 17-тирічна Лера Сербіна. У дівчини запальний процес. Мама Сербіної стурбована дружбою дочки з однокласником Юрою. Подруга мами — Оксана, радить познайомити Леру з серйозним хлопцем — Олегом. Полупанова розповідає Ребрової про те, що вони з Квітко подали на розлучення. Віта Ігорівна планує звільнитися з лікарні. Філатова просить її залишитися. Сербіна вагітна від Олега. У дівчини анембріонія. Лера дізнається, що Олег її не любить, а зустрічався з нею на прохання мами. Лера наполягає на аборті, проганяє Олега. Юра обурений бажанням дівчини зробити аборт. Сербіна просить Земцова дати послухати, як б'ється серце її дитини. |
| 37    | «Ходіння по муках»                         | Безпритульний повідомляє Платону про вагітну в підвалі. Земцов привозить до лікарні Тоню — вона в критичному стані та не покращується. Про Тоню розпитує Олексій. Він — батько дитини. Заради нього вона втекла з дитбудинку. Думанський пропонує відправити до Женеви Квітко. Філатова дізнається про діагноз Тоні: у дівчини нульові шанси вижити. Для того, щоб її врятувати, необхідна коштовна операція. Грошей немає. Лікарі через соціальні мережі просять людей про допомогу. Віта дізнається, що Лев їде в Європу. Реброву виписують з травматології. Квітко зчиняє бійку в лікарні. |
|       |                                            | |
| 39    | «Телефон довіри»                           | До лікарні в непритомному стані привозять жінку. Анастасія Скрипіна намагалася отруїтися медикаментами. Ніколаєв привозить Земцову гостинці від батьків, а також звістку — дружині Платона присудили чотири роки колонії загального режиму. Земцов має всі права, для того, щоб оформити опіку над сином. Філатова пропонує Земцову поселити в одну палату Скрипіну і Віку, що працює оператором на телефоні довіри. Савіна з'ясовує, що Любавін подарував втрачену квітку Каті. Настя розповідає Віці про те, що її чоловік і молодша дочка загинули, свекруха вважає, що вона нагуляла дитину після смерті чоловіка. У лікарні Настю розшукав Микита — чоловік, якому вона допомогла по телефону довіри. |
| 40    | «Заручники минулого»                       | У центр репродуктології приходить Ольга Черних. Квітко відмовляє жінці у перенесенні ембріона без згоди її колишнього чоловіка Леоніда. Савіна просить вибачення у Глафіри. Леонід стурбований здоров'ям нинішньої дружини — Алли. До Квітко приходить Надія Левандовська. Сімнадцять років тому, їй зробили підсадку ембріонів в Москві. Дочка Надії вирішила, що батьки її взяли з дитбудинку, а всі документи купилені. Дівчина дізнається правду про свою появу на світ. Савіна розриває відносини з Любавіним. Квітко сподівається повернути Віту і дітей. Дибенко освічується Каті. Алла проти того, щоб Ольга народжувала від її чоловіка. Вона переконана, що жінка хоче повернути Леоніда. Леонід вимагає знищити ембріони. Ольга просить юриста про допомогу. |
| 41    | «Особливий випадок»                        | На прийом до Земцова приходить 42-річна Люся Бойко. Платон Ілліч діагностує запалення. Люся розказує лікарю, що вагітна від зека. Савіна не бажає миритися з Любавіним — усі подаровані каланхое вона дарує колегам. Катя не приховує своє захоплення Любавіним. Юля, дочка Люсі, розказує чоловікові: мати зв'язалася з зеком! Слава — сусідка по палаті, радить Люсі повідомити Кості про дитину. Земцов просить Лізу прийти до нього в гості разом з Валері — він чекає на приїзд сина Артема. Думанський приїжджає з Женеви, привозить всім подарунки. Люся в розпачі: вона впевнена, що Костя їй брехав, і він мав стосунки з декількома жінками одночасно. Вона просить Заболотіна швидше зробити аборт. Костя приїжджає та освічується Люсі. |
| 42    | «Підозра»                                  | До Земцова на прийом потрапляє Анна Орлова. Платон і Дибенко ставлять попередній діагноз — завмерла друга вагітність. Михайло, чоловік Анни підозрює, що друга дитина не його. Любавін зваблює Реброву. Савіна ревнує його. П'яний Михайло звинувачує Анну в зраді. У Каті і Любавіна побачення. Анна в розпачі та через пияцтво чоловіка готова зробити аборт. Думанський говорить, що йому запропонували працювати в Німеччині. Анна подає на розлучення. «Швидка допомога» привозить Анну зі скаргами на важке дихання. Земцов робить жінці кесарів розтин, за яким дозволяє спостерігати Глаші. Віта повідомляє Михайлу про народження дочок. Земцов просить Анну дати чоловікові ще один шанс. |
| 43    | «Поєдинок»                                 | На прийом до Земцова Лариса приводить свою подругу — 19-річну Людмилу Петрову. Напередодні дівчину зґвалтували. Лариса намагається дати Земцову гроші за приховування злочину. Мати звинуваченого — Стаса Воронова подає зустрічний позов на Люду. Дівчина забирає свою заяву, повертається в село до матері. За місяць вона приходить на повторний прийом. Земцов діагностує вагітність. Лариса попереджає Воронову про те, що подруга не має наміру робити аборт. Справа відновлена у зв'язку з новими обставинами. Люді допомагає зовсім молодий адвокат Олександр. Заболотін пропонує Любавін спільну справу. |
| 44    | «Фатальний діагноз»                        | До Філатової приходить давня подруга — Алла Нєдєліна. Алла — лікар-невропатолог вищої категорії сама ставить собі діагноз — епілепсія. У Алли трапляється черговий напад. Жінка ставить собі інший діагноз — пухлина мозку. Обстеження показує, що цей діагноз невірний. Колеги проводжають Альберта Олександровича у Німеччину. Савчук пропонує Бондарєва на місце Думанського. Алла ставить собі третій діагноз — паранеопластический синдром. За «швидкою» надходить складна вагітна — Олеся. |
| 45    | «Серце матері»                             | На прийом до Квітко приходить Марія Степанівна Назарова. Вона хоче скористатися програмою посмертного сурогатного материнства. До Земцова приїжджає син Артем. Савіну призначають завідувачкою жіночої консультації, Бондарєв очолює пологове відділення. Марія Степанівна розмовляє з Тетяною — кандидаткою в сурмами, підписує договір про сурматеринство. Тетяна виношує близнят. Заболотін намагається заманити Земцова в приватну клініку. Чоловік Тетяни вимагає доплату за те, що його дружина виношує двійню. У близнюків — фето-фетальний синдром. Їм потрібна складна внутрішньоутробна операція. |
| 46    | «Батьків не обирають»                      | На прийом до Філатової приходить подружжя Громових. Вони просять допомогти їх дочці Кірі завагітніти за допомогою ЕКЗ. У Кіри приживаються два підсаджені ембріона. У хлопчика — високий ризик наявності хромосомних аномалій. Любавін призначає біохімічний скринінг. Результат — хлопчик може народитися з синдромом Дауна. Кіра хоче відмовитися від дитини, в той час, як її батьки готові усиновити хворого онука. |
| 47    | «На вістрі ножа»                           | Лікарі оглядають Вероніку Агєєвау — у дівчини кіста. Андрій, її однокласник розповідає: в школі впевнені, що дівчина вагітна від нього. Мама Вероніки забороняє медсестрам пускати до доньки закоханого в неї однокласника Рому. Хлопці напередодні посварилися: Рома впевнений, що Вероніка з Андрієм зустрічаються. Рома приносить Вероніці конверт, з обручкою його матері. На ґрунті ревнощів він завдає дівчині ножове поранення та ріже собі вени. Рому заарештовують. Дибенко ревнує Реброву до Любавіна. |
| 48    | «Надія»                                    | На прийом до Земцова приходить 17-тирічна вагітна. Надія чекає дитину від рок-зірки Германа Ларіонова. Любавін запрошує Реброву на концерт Ларіонова. Катя відмовляється. Мати Наді — Антоніна Дем'янівна вважає, що Герман не пара її дочці. Надю відвідує закоханий в неї однокурсник Філіп. Земцов викриває Ларіонова в прийомі наркотиків. Філіп освічується Наді. Антоніна Дем'янівна просить дочку одуматися, вона не хоче, щоб Надя повторила її долю. |
| 49    | «Прощення»                                 | До лікарні, по швидкій допомозі, привозять вагітну утопленицю: Даша намагалася накласти на себе руки, але рибалка її врятував. Рибак знає, що Даші нікому допомогти — дівчина геть самотня. Рибак піклується про неї, але Даша боїться йому довіритися. Катя розуміє, що не потрібна Любавіну. Даша розповідає рибалці, за що ненавидить свого батька. Рибак визнається Земцову, що він — батько Даші. Він не вірить, що дочка зможе його пробачити. Віта підозрює, що Катя вагітна. До Любавіна приїжджає дружина. Даша впадає в кому. |
| 50    | «Бракований товар»                         | На прийом до Дибенко приходять Юля Савельєва і сурмама Лариса Єрошенко. Любавіна дратують претензії Ребрової. Ліза не знає, як себе вести з генералом Ракітіним. Любавін виявляє ВІЛ-позитивні аналізи Лариси. Філатова розпоряджається провести в лікарні найсуворішу перевірку. Біологічні батьки висловлюють претензії працівникам лікарні, вони впевнені, що ВІЛ жінка заразилася саме тут. Сергій заявляє, що хвора дитина йому не потрібна та змушує Юлію відмовитися від дитини. Лариса повідомляє, що буде домагатися удочеріння дівчинки. Лариса потрапляє під машину, їй роблять екстрений кесарів розтин. |
| 51    | «Запасний варіант»                         | На прийом до Земцова приходить Тома Заварова. Платон діагностує у неї вагітність. Заварова з чоловіком зібралися вдочеряти 14-річну сироту Олю. Савчук повідомляє про те, що в лікарні відкривається «Вікно життя» для дітей, від яких відмовляються батьки. Толя — чоловік Томи вважає, що нема потреби удочеряти Олю. Дибенко переймається станом Ребрової. Тома проганяє Толю: чоловік розповів дівчинці про вагітність. Оля впевнена, що Заварова відмовляться від неї. |
| 52    | «Честь мундира»                            | У лікарню привозять Римму Ковальчук. Віктор, чоловік Римми вважає, що лікарі без хабарів не будуть лікувати його дружину. Квітко відлітає на конференцію до Берліна, передає всі справи Любавіну. Любавін зауважує, що ставлення колег до нього дуже змінилося. Риммі роблять операцію кесаревого розтину, під час якої хірург виявляє чужу лікарську помилку, яка спровокувала тяжкий стан пацієнтки та змушує лікарів видалити жінці матку. Земцов вимагає покарання лікаря, який недбало зробив операцію Ковальчук. Лікар Новиков не визнає свою провину. Реброва розповідає Платону, що вагітна. |
| 53    | «Розвіртуалізація»                         | Савіна зустрічає в лікарні давню подругу, відому блогерку — Таню Коробочкіну. Філатова говорить Квітко, що не любить Ракітіна. У лікарню до Тані приходить її колишній цивільний чоловік Влад. Таня не може йому пробачити зради з подругою — Машею. Полупанова знаходить номер якоїсь Ріти в телефоні чоловіка. Влад дізнається, що Маша чекає від нього дитину. Машина патологія лікується тільки за допомогою серйозної операції, на яку у дівчини немає грошей. Таня організовує збір коштів для колишньої суперниці, обіцяючи одружитись з тим, хто надішле потрібну суму. |
| 54    | «Кров з молоком»                           | Вадим Сорокін приносить у пологовий будинок підкидька. Породілля Валя, одинока мама, дізнається про дитину, погоджується її підгодовувати. Вадим здає кров для малюка. Валя хоче усиновити підкидька, але Вадим хоче того ж. Любавін шукає нагоди, щоб поговорити з Ребровою. У лікарню приходить мати підкидька — Зоя Кравцова. Віта влаштовує телефонний скандал професору з Ізраїлю Риті Рівкес. Комендантша гуртожитку приносить у лікарню Зоїного сина. Платон освічується Лізі. |
| 55    | «Ефект близнюків»                          | У Лізи і Платона — роман. Андрій і Люся Філіппови приїжджають в лікарню народжувати. У «Вікно життя» підкидають дитину. Генетична експертиза показує, що підкидьок — теж син Андрія. Люся впевнена, що Андрій зраджував їй зі своєю секретаркою. Андрій підозрює, що підкидьок — син його брата-близнюка. |
| 56    | «Замкнуте коло»                            | На прийом до Земцова приходить Лада Сосніна: вона погано почувається після аборту. УЗД показує, що Лада все ще вагітна. Андрій має новину: поліція затримала хлопця, який напав на Ладу. Дибенко приймає після ДТП пацієнтку Ніну Жарінову. Лікарі вітають Савіну з днем народження. Лада перелякана: вона помічає в лікарні Іллю, що колись напав на неї та її чоловіка. Катя розповідає Віті Ігорівні про зустріч з батьками. |
| 57    | «Зрозуміти і пробачити …»                  | На прийом до Земцова приходить Марія Нікітіна. Доктор кладе жінку в стаціонар. Марії дзвонить Громов — її колишній коханець і сутенер. З Німеччини до колег приїжджає Думанський. Марія перелякана — вона боїться, що чоловік дізнається про її минуле. Громов відвідує Марію в лікарні, вимагає $25 000. Квітко обурений довгою відсутністю Любавіна. Марія розповідає чоловікові про своє минуле. Громова заарештовують в лікарні за вимагання. |
| 58    | «За все треба платити!»                    | Любавін освічується Каті, але вона відмовляє. У «Вікно життя» підкидають дитину із запаленням легенів. Ліза розповідає Квітко про подвиг Любавіна. У лікарню приходять Анна Макарова і Вероніка Зайцева. Обидві жінки стверджують, що підкинута дитина — їх дочка. Платон дарує Глаші свій перший стетоскоп. Анна розповідає Філатової про те, що її разом з донькою викрали і тримали в підвалі, вимагаючи викупу від її чоловіка. У Бондарєва — інфаркт. |
| 59    | «Старша сестра»                            | Філатова і Земцов оголошують колегам, що вони одружилися. Лариса Осипова просить Любавіна підсадити ембріони чоловіка не їй, а сестрі. Савчук каже Лізі про те, що вона зростила хороший колектив. Семен Осипов не хоче віддавати ембріони сестрі дружини. Квітко вважає, що у Бондарєва стався інфаркт з його вини. Марта — сестра Лариси не хоче робити підсадку. |
| 60    | «Про заповітний трактор і справи сердечні» | Сергій Серцевий призводить дружину Дашу на прийом до Земцова. Дибенко виявляє у Даші рідкісну патологію плода. Думанський знаходить в Німеччині хірурга-неонатолога для дитини Серцевих. Савчук пропонує Дибенко роботу головним лікарем в центральній районній лікарні. Андрій кличе з собою Катю. Любавін і Савіна миряться. Полупанова говорить Квітко про те, що вагітна. Сергій віддає кредитні гроші на лікування сина. До лікарні приїжджає доктор Шульц. Лікарі у відеорежимі спостерігають за операцією. Після складної операції увесь медперсонал лікарні фотографується на пам'ять. |

### Сезон 3
Зйомки третього сезону розпочалися у листопаді 2016 року та закінчилися у 2017 році. Сезон складається з 40 епізодів та продовжує розказувати історію лікаря-репродуктолога Романа Широкова, який повернувся до Москви та працює у клініці колишнього тестя — Юрія Клімова, що прагне дати шанс на материнство власній дочці.
Дія третього сезону розгортається в новій надсучасній клініці, яку заснував професор Юрій Клімов. Колишньому тестю доктора Романа Широкова залишився лише рік до виходу на пенсію, і за цей час він повинен знайти гідного наступника. Але це не головна причина, через яку професор знову запрошує Романа працювати разом. Роман Широков вважається одним з найталановитіших лікарів країни. Він єдиний, хто може довести до кінця інноваційну наукову розробку, від якої залежить доля дочки професора — Ніни. Однак інвестори та співробітники клініки не раді появі нового професіонала. Загрозу в особі Широкова відчуває і заступник професора — доктор Олег Чернов. І він готовий на все, аби тільки позбутися конкурента. Щоб освоїтися в новому колективі, Романові доведеться перебороти свою гордість і довести всім, що він справжній професіонал. Незважаючи на інтриги і супротив колег, в кожній серії доктор Роман Широков продовжує творити дива і допомагає з'явитися на світло прекрасним малюкам.
До команди режисерів-постановників Антона Гойди та Олександра Пархоменка, що працювали над першими двома сезонами, долучились Олександр Онуфрієв та Олексій Колесник.
| Серія | Назва серії | Опис серії |
| ----- | ----------- | --- |
| 1     |             | Лікар Роман Широков приїжджає з провінції до столичної клініки професора Клімова — вчителя, наставника і колишнього тестя. Після розлучення з Ніною Клімовою Широкова звільнили з «вовчим квитком», а тепер професор пропонує йому стати своїм наступником. Широков відмовляється, але в перший же день обставини змушують його почати роботу в клініці, рятуючи відразу три життя: вагітної та двійні.                                                                             |
| 2     |             | Професор Клімов пропонує лікарю Широкову відновити роботу над старим проектом і набрати команду фахівців. Він обіцяє вибити фінансування у Ради інвесторів, але не всі раді новому лікареві. Тим часом, допомога Широкова потрібна пацієнтці з передчасними переймами. |
| 3     |             | Лікар Широков формує команду з молодих цитогенетиків. Професору Клімову не вдається переконати Раду інвесторів і отримати гроші на дослідження — конкурент Романа, лікар Чернов вступив у змову з одним із інвесторів. Поки Широкова намагаються вижити з клініки, він допомагає пацієнтці, якій потрібна термінова і складна операція. |
| 4     |             | Широков отримує від професора Клімова завдання — підготувати дані, які переконають Раду інвесторів. Тим часом, на консультацію до завідувача відділенням репродуктології, лікаря Сєдєльнікова потрапляє пацієнтка з рідкісною генетичною патологією. Його дружина, зав. відділенням гінекології Тетяна Сєдєльнікова, хоче підключити до лікування Широкова, котрий вже рятував її пацієнтку. Чоловік категорично проти.                                                             |
| 5     |             | В клініку потрапляє дружина одного з інвесторів клініки. Пацієнтці необхідна термінова операція, від результату якої залежить її доля і можливість Широкова продовжувати свої дослідження. |
| 6     |             | Широков починає підготовку до клінічних випробувань. Професор Клімов передає йому для тестів кров першої пацієнтки, але приховує її ім'я. Голова Наглядової ради, Олена Віталіївна Шишкіна просить Чернова наглядати за Широковим і доповідати про кожен його крок. Чернов домагається відсторонення Широкова від лікування пацієнтки, якій терміново необхідно зробити кесарів розтин.                                                                                             |
| 7     |             | Під керівництвом лікаря Широкова команда молодих цитогенетиків береться за досліди. Інвестори з нетерпінням чекають перших обнадійливих результатів. Віра Крилова намагається стати особистою асистенткою Широкова і завоювати його серце. Тим часом в клініку з високою температурою і різкими болями в животі надходить пацієнтка лікаря Сєдєльнікова. |
| 8     |             | Зразки крові анонімної пацієнтки досліджені, команда Широкова переходить до повноцінних клінічних випробувань. Клімов веде власну гру і назначає «правою рукою» Широкова Віктора Брагіна. Віра Крилова намагається налагодити довірчі стосунки з Льошею — сином Широкова, якого той самостійно виховує після смерті другої дружини — Наді. Широков вмовляє пацієнтку, впевнену, що у неї ВІЛ, не позбуватися дитини.                                                                |
| 9     |             | Пізно ввечері на порозі клініки лікар Широков знаходить в сумці новонародженого. Поки малюка виходжують в дитячій реанімації, до клініки звертається дівчина з кровотечею — мати підкидька. Команда цитогенетиків під керівництвом Широкова завершує підготовчий етап клінічних досліджень. Все готово до першої операції, але професор Клімов раптово відправляє Широкова у відпустку і збирається сам провести операцію.                                                          |
| 10    |             | Поки Широков з сином збирають речі для поїздки додому, професор Клімов форсує підготовку до першої операції. Він особисто зустрічає пацієнтку, і вночі таємно оперує її. На наступний день Клімов змушений відкликати Широкова з відпустки: пацієнтка Тетяни Сєдєльникової потребує складної внутрішньоутробної операції. |
| 11    |             | Чернов дізнається про нічну операцію. Він розуміє, що Клімов щось приховує. Клімов звільняє адміністратора Дашу, яка стала свідком таємної операції. Тим часом, доктор Широков захищає юну пацієнтку, у якої збираються відібрати сина. |
| 12    |             | Головний інвестор Тимур Миколайович Шишкін пропонує Широкову стати наступником Клімова і очолити клініку, але він відмовляється. Поки чоловік займається справами клініки, Олена Шишкіна дізнається, що вагітна. Пацієнтка Широкова може втратити своїх близнюків, якщо не знайде грошей на дорогу операцію. Чернов пропонує їй дешевший спосіб лікування. |
| 13    |             | Олена Шишкіна укладає угоду з доктором Сєдєльніковим. Вона обіцяє відділенню репродуктології додаткове фінансування в обмін на імітацію ЕКЗ. Рада інвесторів приймає рішення про припинення фінансування проекту Широкова і Клімова. Чернов радіє. Тим часом, лікар Широков рятує життя вагітній пацієнтці з важким пороком серця. |
| 14    |             | Клімов вмовляє Широкова продовжити роботу над проектом, незважаючи на припинення фінансування, але не розповідає про таємничу нічну операцію. Широков вирішує звільнитися. Через переживання у професора Клімова трапляється інфаркт, його госпіталізують в кардіоцентр. Шишкіна відмовляється підписувати заяву Широкова про звільнення і змушує його вести свою вагітність. Тим часом, доктор Чернов не може поставити правильний діагноз молодій дружині власника автосалону.    |
| 15    |             | Широков вмовляє Віру виїхати до нього на батьківщину і побратися. Але Віктор Брагін робить їй зустрічну пропозицію — роботу у відділенні репродуктології. В клініку звертається пацієнтка на пізньому терміні вагітності. Через проблеми з єдиною ниркою стан дівчини погіршується на очах. |
| 16    |             | У Льоші Широкова день народження, хлопці з команди Широкова допомагають шефу організувати свято для сина і запросити на свято Машу Сєдєльникову. Віра Крилова з самого ранку не з'являється на роботі. Тим часом, швидка допомога привозить пацієнтку доктора Чернова після ДТП. Жінка на пізньому терміні вагітності, і їй терміново потрібна операція, але Чернов тягне час. Мати пацієнтки благає Широкова допомогти. Незважаючи на проведену операцію, пацієнтка впадає в кому. |
| 17    |             | Широков дізнається неприємну новину: Віра Крилова пристала на пропозицію працювати особистою асистенткою Сєдєльнікова. Також Віра змушена працювати на Чернова, який вимагає викрасти з відділення Сєдєльнікова результати аналізів Олени Віталіївни Шишкіної. Тетяна Сєдєльнікова рятує вагітну пацієнтку з алергією на злакові, а Роман Широков допомагає жінці з діабетом. |
| 18    |             | Професор Клімов у критичному стані лежить у кардіологічній реанімації. Клімов просить Широкова не полишати роботу над проектом, який для нього важливий з особистих причин. Після неприємної розмови з Черновим у Олени Віталіївни Шишкіної відкривається кровотеча, але робити операцію під час вагітності небезпечно, дитина може не вижити. Тетяна Сєдєльнікова допомагає юній вагітній пацієнтці зберегти дитину, хоча батько дівчини наполягає на аборті.                      |
| 19    |             | Помічники доктора Широкова, Іван і Люда, дізнаються, що Шишкіна була вагітна задовго до процедури ЕКЗ, і що дитина успадкувала погане згортання крові. Ні в Олени Віталіївни, ні у її чоловіка такої патології немає. Вагітна пацієнтка і її чоловік хочуть зробити аборт, так як бояться втратити вигідний контракт за кордоном. Після відмови Широкова пара звертається до Чернова. Чернов шукає медичні покази для аборту і вмовляє Віру Крилову підробити результати аналізів.  |
| 20    |             | Люда та Іван після аналізу розуміють, що саме у Чернова погане згортання крові. Невже він батько дитини Олени Шишкіної? У клініці з'являється колишня коханка Чернова. Жінка просить перервати вагітність її дочки. Тим часом, Люда та Іван проводять тест ДНК, та отримують шокуючий результат. Віра Крилова намагається налагодити стосунки з Широковим, але раптово в клініку приїжджає його перша дружина, дочка професора Клімова, Ніна.                                       |

### Сезон 4
У приватній гінекологічній клініці з'являються одразу два нові лікарі: завідувач гінекологічного відділення Наталія Тимченко та Олександр Родіонов, який претендує на місце звичайного лікаря. Між Наталією та Олександром відразу ж виникає симпатія, але минулі травми та таємниці утримують їх від відкритого прояву почуттів. До того ж на заваді Олександра з'являється несподіваний суперник - доктор Седельников… Клінікою в новому сезоні управляє Лев Борисович Квітко. Під керівництвом професора Квітка у лабораторії ведуться дослідження, спрямовані на корекцію дефектних генів плода в утробі матері. Поки Лев Борисович зайнятий наукою, його невгамовна дружина Віта Ігорівна намагається влаштувати спритних молодших близнюків – місць у садках немає, а в декреті Віта вже засиділася…
У клініці зненацька знову з'являється Олег Чернов. За його поверненням стоїть професор Розенталь, який хоче будь-що привласнити собі результати досліджень генетичної лабораторії Квітко…

### Сезон 5
Найуважніший, найчутливіший і найнадійніший акушер-гінеколог Олександр Родіонов у виконанні харизматичного Петра Рикова знову заступає на чергування. Впевненість у собі, чарівність та професіоналізм – якості, завдяки яким він підкорив усіх телеглядачок минулого сезону, але сам залишився з розбитим серцем, а це означає, що у фіналі нового сезону на нас чекає відповідь на головне питання: хто зробить щасливим чарівного доктора Родіонова.

## Критика та нагороди
У 2012 році серіал був нагороджений премією «Телетріумф» у трьох номінаціях.
| Номінація                  | Нагороджені                                                     |
| -------------------------- | --------------------------------------------------------------- |
| Продюсерська група серіалу | Віктор Мирський, Володимир Іссат, Юрій Морозов, Захур Мохаммад  |
| Сценарна група серіалу     | Ірина Чернова, Оксана Безрутченко, Олена Зерняк, Ярослава Сегал |
| Телевізійна новела         | телесеріал «Жіночий лікар»                                      |

У тому ж 2012 році аналітиками інтернет-ресурсу Megogo телесеріал було визнано одним з найбільш популярних за кількістю переглядів в інтернеті.

## Цікаві факти
- Зйомки третього сезону повністю проходили в Києві[7].
- Для зйомок третього сезону у павільйоні студії FILM.UA було споруджено 73 локації: квартири героїв, операційні, палати, лабораторії, оглядові кабінети; а медичне оснащення шукали у справжніх лікарнях.
- Наймолодшому акторові — Тимуру — на момент зйомки виповнилось 10 днів.
- У зйомках використовували 11 силіконових животиків вагітних з різними строками та 5 силіконових ляльок: хлопчик, дівчинка, недоношене маля та дві старші ляльки[14]
- Найважча зйомка тривала 19 годин. Максимальна кількість дублів — 8[15]
- Христина Кузьміна, що виконала роль завідувачки гінекологічного відділення Тетяни Сєдєльнікової, панічно боїться лікарів, операцій та крові.[14]